# Danio rerio
Il danio zebrato o pesce zebra (Danio rerio Hamilton, 1822), detto anche zebrafish in inglese, è un piccolo pesce d'acqua dolce, appartenente alla famiglia Cyprinidae.

## Distribuzione e habitat
Questo ciprinide è diffuso in Asia (Pakistan, India, Bangladesh e Nepal). Abita le acque correnti e ferme, stagnanti, risaie, canali e ruscelli. È stato introdotto in Colombia.

## Descrizione
Il corpo è affusolato, più arrotondato e più grande nelle femmine; dal labbro superiore scende un piccolo paio di barbigli. La livrea presenta dorso olivastro e ventre bianco argenteo, mentre tutto il corpo vede alternarsi cinque linee orizzontali blu oltremare metallizzato ad altrettante linee bianche, più sottili. La coda e la pinna anale presentano la stessa striatura bianca e blu, la dorsale è blu orlata di bianco, le altre pinne sono olivastre. Le dimensioni si attestano sui 4-6 cm.

## Riproduzione
Nel periodo riproduttivo la femmina sviluppa una forma notevolmente appesantita dalle 200-300 uova che, dopo un vivace corteggiamento del maschio, essa deporrà sulla superficie fogliare.

## Alimentazione
Si nutre di larve d'insetti, piccoli crostacei e vermi.

## Acquariofilia
È un pesce diffuso negli acquari di tutto il mondo: tra i più conosciuti ciprinidi, sempre vivace e in movimento, ha un comportamento gregario e deve essere allevato in gruppi di almeno 5 esemplari. Proprio la sua diffusione in acquario, la sua capacità di adattamento e la fecondità hanno permesso agli allevatori di creare numerose varietà, da quella albina a quella con pinne "a velo" fino al "danio leopardo", fino a qualche anno fa considerato una specie ancora da definire (Danio frankei), con livrea più frammentata e chiara, chiazzata di blu. Ultima varietà è la GloFish: danio zebrati, modificati geneticamente per apparire vivacemente colorati.

## Studi genetici

Embrioni di zebrafish in vari stadi di sviluppo

Il danio zebrato è diventato il modello animale più utilizzato negli studi di sviluppo e di funzione di geni, in tossicologia, oncologia e medicina rigenerativa. L'organismo è infatti in grado allo stadio larvale di rigenerare tutti i tessuti, compreso il sistema nervoso. Per questo motivo è un modello di grande interesse per la medicina rigenerativa. La ragione di questo ampio utilizzo è di natura sia genetica (il suo genoma sequenziato nel 2001 è infatti molto simile a quello umano) sia pratica, poiché è un pesce che si riproduce molto velocemente ed i suoi embrioni, trasparenti, facilitano l'osservazione di numerosi aspetti biologici legati allo sviluppo e alla differenziazione cellulare. Il genoma mitocondriale di Danio rerio è stato sequenziato nel 2001 ed è completamente disponibile con licenza open source grazie al progetto Ensembl. Nel 2008 è stato sviluppato tramite mutagenesi inserzionale un ceppo mutante non pigmentato chiamato "Casper", utile per lo studio della formazione di metastasi per via ematica attraverso la colorazione  delle cellule neoplastiche con sostanze fluorescenti.